# Old Brush Arbors
Albums de George Jones
New Country Hits
(1965) Country Heart
(1966)
Old Brush Arbors est un album de l'artiste américain de musique country George Jones. Cet album est sorti en 1965 sur le label Musicor Records.

## Liste des pistes
| No  | Titre                              | Auteur            | Durée |
| --- | ---------------------------------- | ----------------- | ----- |
| 1.  | Old Brush Arbors                   |                   |       |
| 2.  | Will There Be Stars in My Crown?   |                   |       |
| 3.  | Leaning on the Everlasting Arms    |                   |       |
| 4.  | Won't It Be Wonderful There?       |                   |       |
| 5.  | Lord You've Been Mighty Good to Me |                   |       |
| 6.  | Selfishness in Man                 |                   |       |
| 7.  | I'll Fly Away                      | Albert E. Brumley |       |
| 8.  | Where We'll Never Grow Old         |                   |       |
| 9.  | If You Believe                     |                   |       |
| 10. | Lily of the Valley                 |                   |       |
| 11. | How Beautiful Heaven Must Be       |                   |       |
| 12. | Well It's All Right                |                   |       |